# Hypsicera cuneata
Hypsicera cuneata là một loài tò vò trong họ Ichneumonidae.